# Ramsøy
Ramsøy eller Ramsøyna er en lille ø vest for Askøy, med 217 indbyggere (2013). Øen hører ind under Askøy kommune, Hordaland fylke i Norge. Der er vejforbindelse til øen og den er forbundet med Fv219 nord for Ravnanger ved fylkesvei 562. Der var bådforbindelse mellem Hanøy og Ramsøy helt til slutningen af 1980'erne, da fylkesvejen blev bygget helt frem til Ramsøy ved hjælp av bro og dæmning.
Øyens navn har man hævdet kan komme fra plantenavnet "rams" (ramsløg) eller af mandsnavnet "Rafn" (Ravn). Man har også gættet på at navnet egentlig har vært "Rafnangrsøy", fordi øen tidligere kan have tilhørt Ravnanger-gården hvilket dog er usandsynligt af geografiske årsager.

## Galleri
- Traditionelt vestnorsk kystarkitektur præger Ramsøy.
- Det meste af vejen til Ramsøy ligger på stenopfyld.
- Ramsøybroen.